# Carin Lundquist
Carin Lundquist, född Karin Willy Elisabeth Mattson 11 september 1910 i Sundbyberg, död 19 juni 1977 i Stockholm, var en svensk skådespelare.

## Filmografi (urval)
- 1943 – I mörkaste Småland
- 1946 – Djurgårdskvällar
- 1946 – Pengar - en tragikomisk saga
- 1948 – Lars Hård
- 1953 – Dumbom
- 1955 – Luffaren och Rasmus
- 1955 – Vildfåglar
- 1955 – Ljuset från Lund
- 1955 – Stampen
- 1956 – På heder och skoj
- 1956 – Åsa-Nisse flyger i luften
- 1956 – Sceningång
- 1956 – Främlingen från skyn
- 1956 – Ett dockhem
- 1956 – Skorpan
- 1957 – Nattens ljus
- 1958 – Linje sex
- 1959 – Sköna Susanna och gubbarna
- 1969 – Mej och dej